# Koninklijke Vopak

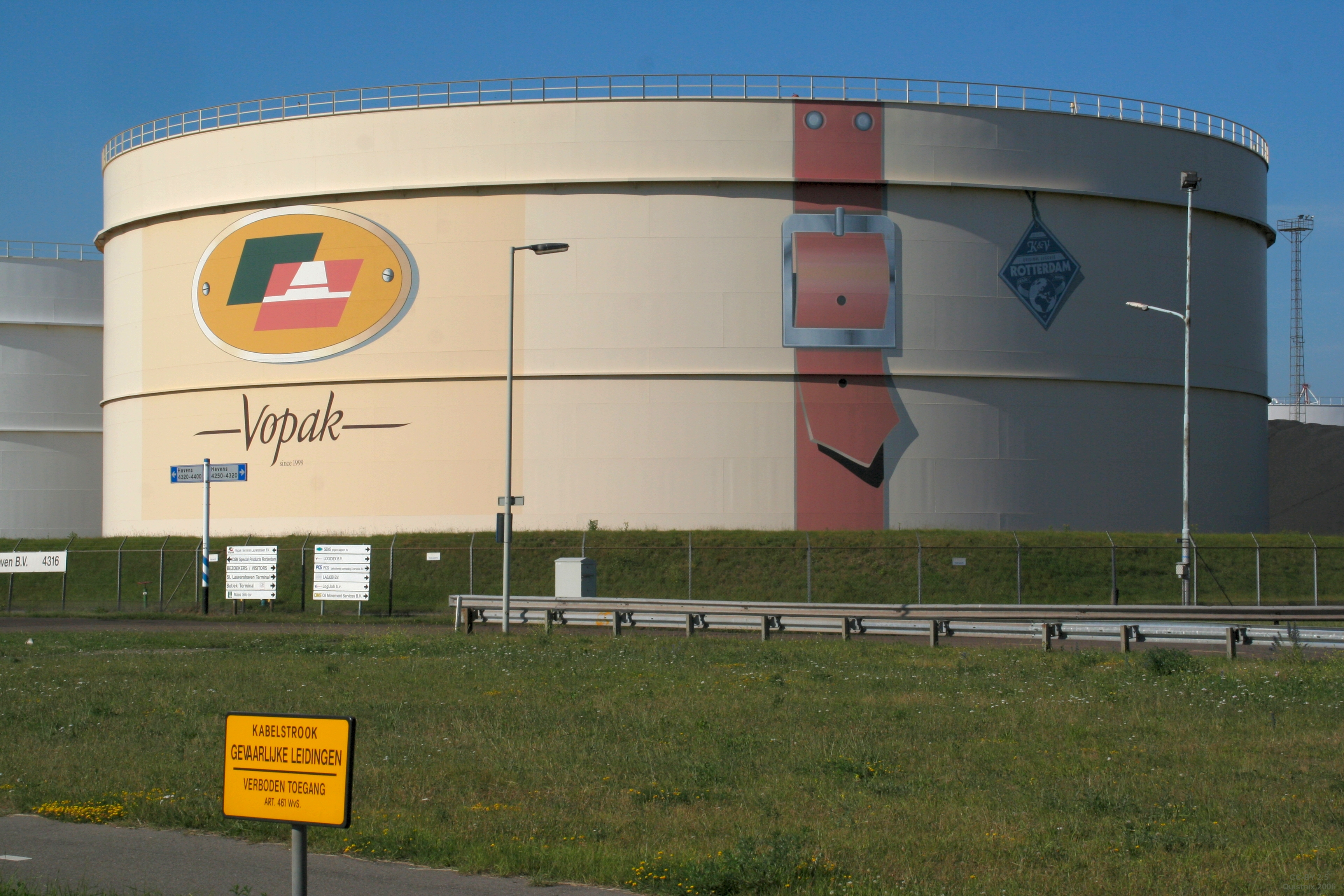
Vopak Laurenshaven in het Botlekgebied bij Rotterdam, opslagtank beschilderd als hoedendoos (2006)

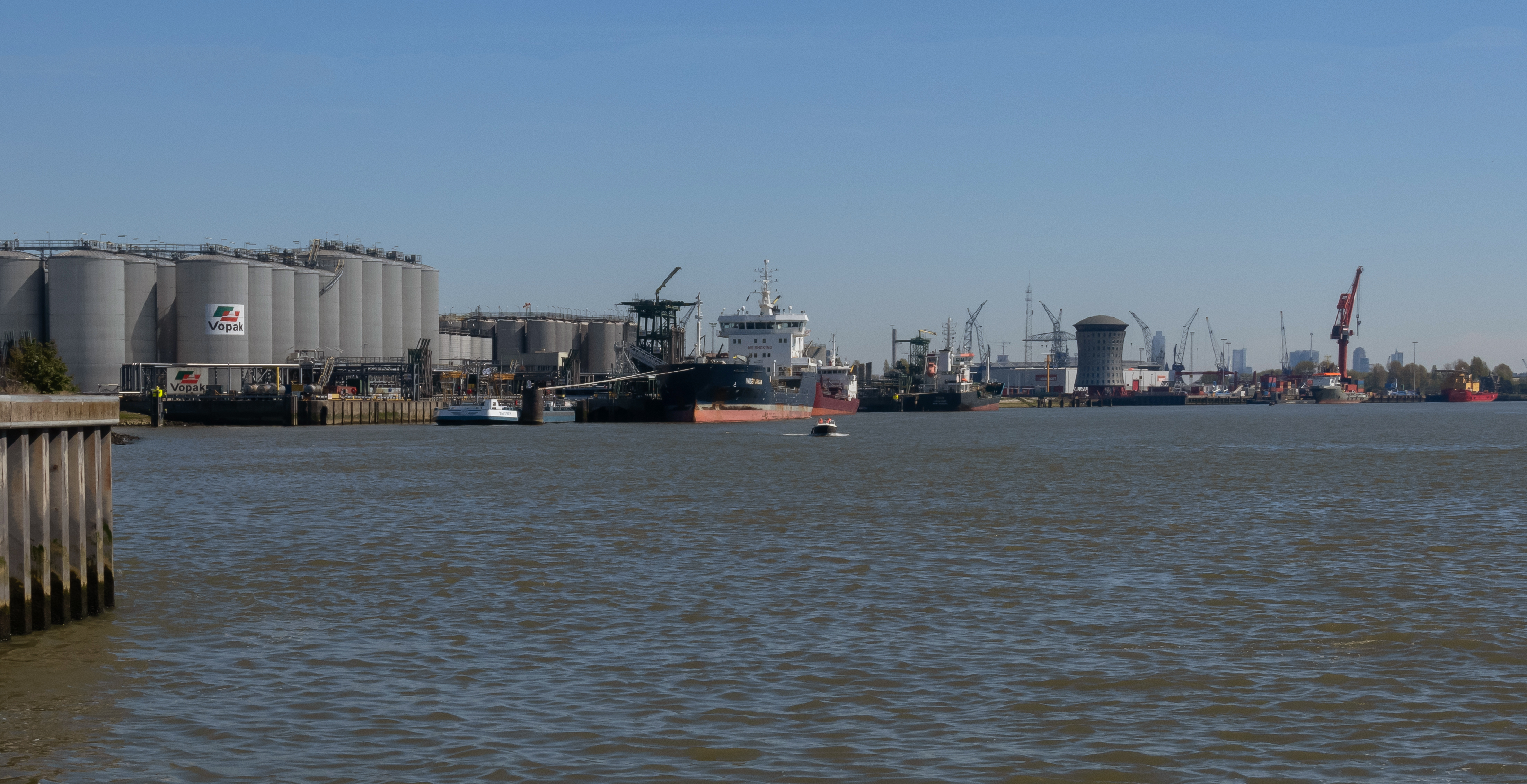
Vopak in Vlaardingen (Wilhelminahaven) (2022)

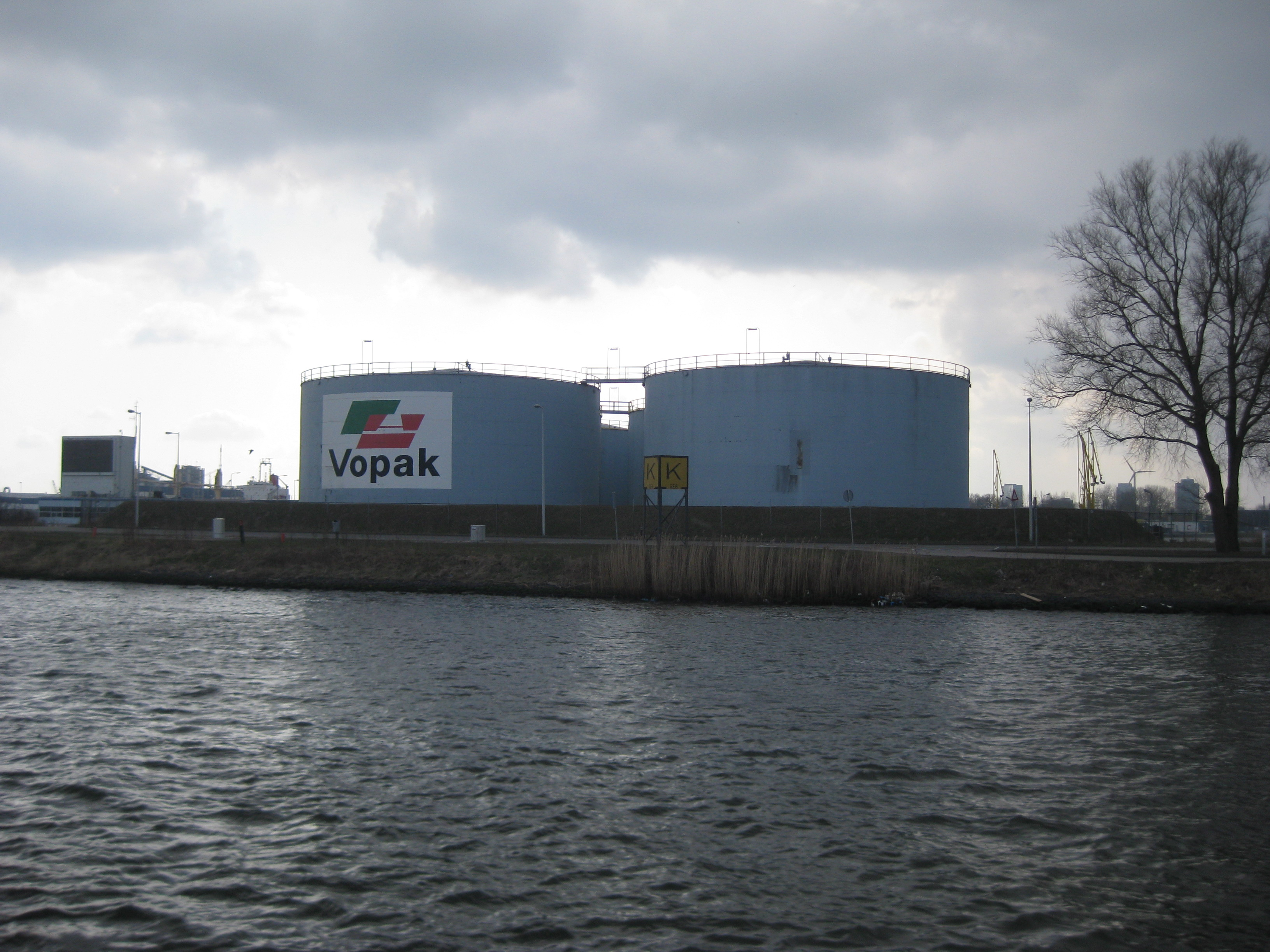
Vopak Terminal Amsterdam Petroleumhaven (verkocht in september 2019)

Koninklijke Vopak N.V. is een wereldwijd opererende tankterminal operator gespecialiseerd in de opslag en overslag van vloeibare en gasvormige chemie- en olieproducten.
Het bedrijf is ontstaan in 1999 door de fusie van Koninklijke Pakhoed N.V. en Koninklijke Van Ommeren N.V. Pakhoed is in 1967 ontstaan uit een fusie van Pakhuismeesteren en Blauwhoed. Blauwhoed heeft een historie die zelfs teruggaat tot het jaar 1616. In 2002 werd de distributie van chemische producten ondergebracht in de zelfstandige maatschappij Univar.

## Bedrijfsactiviteiten
Vopak exploiteert 77 terminals met een opslagcapaciteit van 35,4 miljoen m³ in 23 landen per jaareinde 2024. Hiervan zijn er acht in Nederland met een totale capaciteit van 8,2 miljoen m³. Het terminalnetwerk is onderdeel van de weg die een product aflegt van producent naar eindgebruiker. Het bedrijf heeft een beursnotering aan de Amsterdamse effectenbeurs, onderdeel van Euronext. Het maakt deel uit van de AMX Index.
Klanten zijn overwegend ondernemingen uit de chemische en olie-industrie voor wie Vopak producten opslaat. Vopak verdient geld aan de verhuur van de opslagtanks, het overpompen van de vloeibare producten van en naar de tanks en diensten als toevoegen van componenten of mengen van producten. Behalve op de traditionele olieproducten, chemicaliën en gassen, wil Vopak zich ook gaan toeleggen op de opslag van lng (Liquefied Natural Gas, vloeibaar aardgas), biobrandstoffen en groene ammoniak.
Vopak heeft de activiteiten verdeeld over zes geografische regio's: Azië en Midden-Oosten; China en Noord-Azië, Nederland, Singapore, Verenigde Staten en Canada en rest van de wereld. De activiteiten in Nederland, Singapore en de rest van de wereld dragen het meest bij aan het resultaat. 
Grootaandeelhouder in Vopak is HAL Investments. Op 1 januari 2015 meldde HAL een belang en stemrecht in Vopak van 48,15%. Op 12 december 2024 heeft HAL dit verhoogd naar het 51,4% van de aandelen Vopak.

### Resultaten
In de onderstaande figuur staat een meerjarenoverzicht gegeven van de belangrijkste bedrijfsgegevens. Alle getallen zijn inclusief de belangen die Vopak in diverse joint ventures heeft. In 2022 nam Vopak een bijzondere afschrijving van € 450 miljoen, dit bedrag is gerelateerd aan de strategie om de opslagactiviteiten meer te richten op nieuwe energie waardoor de terminals voor de opslag van aardolie minder waard zijn geworden. Zonder deze bijzondere last behaalde Vopak een nettowinst van € 294 miljoen in 2022.
| Jaar | Omzet       | Netto- resultaat | Opslag- capaciteit (in m³) | Aantal werknemers |
| Jaar | (× miljoen) | (× miljoen)      | (× miljoen)                | Aantal werknemers |
| ---- | ----------- | ---------------- | -------------------------- | ----------------- |
| 2005 | € 684       | € 93             | 20,4                       | 4607              |
| 2006 | € 778       | € 132            | 21,2                       | 4643              |
| 2007 | € 853       | € 183            | 21,8                       | 4669              |
| 2008 | € 924       | € 213            | 27,1                       | 5243              |
| 2009 | € 1001      | € 251            | 28,3                       | 5341              |
| 2010 | € 1106      | € 270            | 28,8                       | 5756              |
| 2011 | € 1172      | € 401            | 27,8                       | 5901              |
| 2012 | € 1314      | € 330            | 29,9                       | 6099              |
| 2013 | € 1295      | € 312            | 30,5                       | 6174              |
| 2014 | € 1333      | € 294            | 33,8                       | 6092              |
| 2015 | € 1386      | € 325            | 34,3                       | 5902              |
| 2016 | € 1347      | € 326            | 34,7                       | 5672              |
| 2017 | € 1306      | € 287            | 35,9                       | 5730              |
| 2018 | € 1255      | € 289            | 37,0                       | 5733              |
| 2019 | € 1253      | € 358            | 34,0                       | 5559              |
| 2020 | € 1190      | € 306            | 35,6                       | 5637              |
| 2021 | € 1228      | € 214            | 36,2                       | 5669              |
| 2022 | € 1367      | € −168           | 36,6                       | 5696              |
| 2023 | € 1426      | € 456            | 35,2                       | 5505              |
| 2024 | € 1316      | € 376            | 35,4                       | 5618              |

## Geschiedenis

### Voorlopers

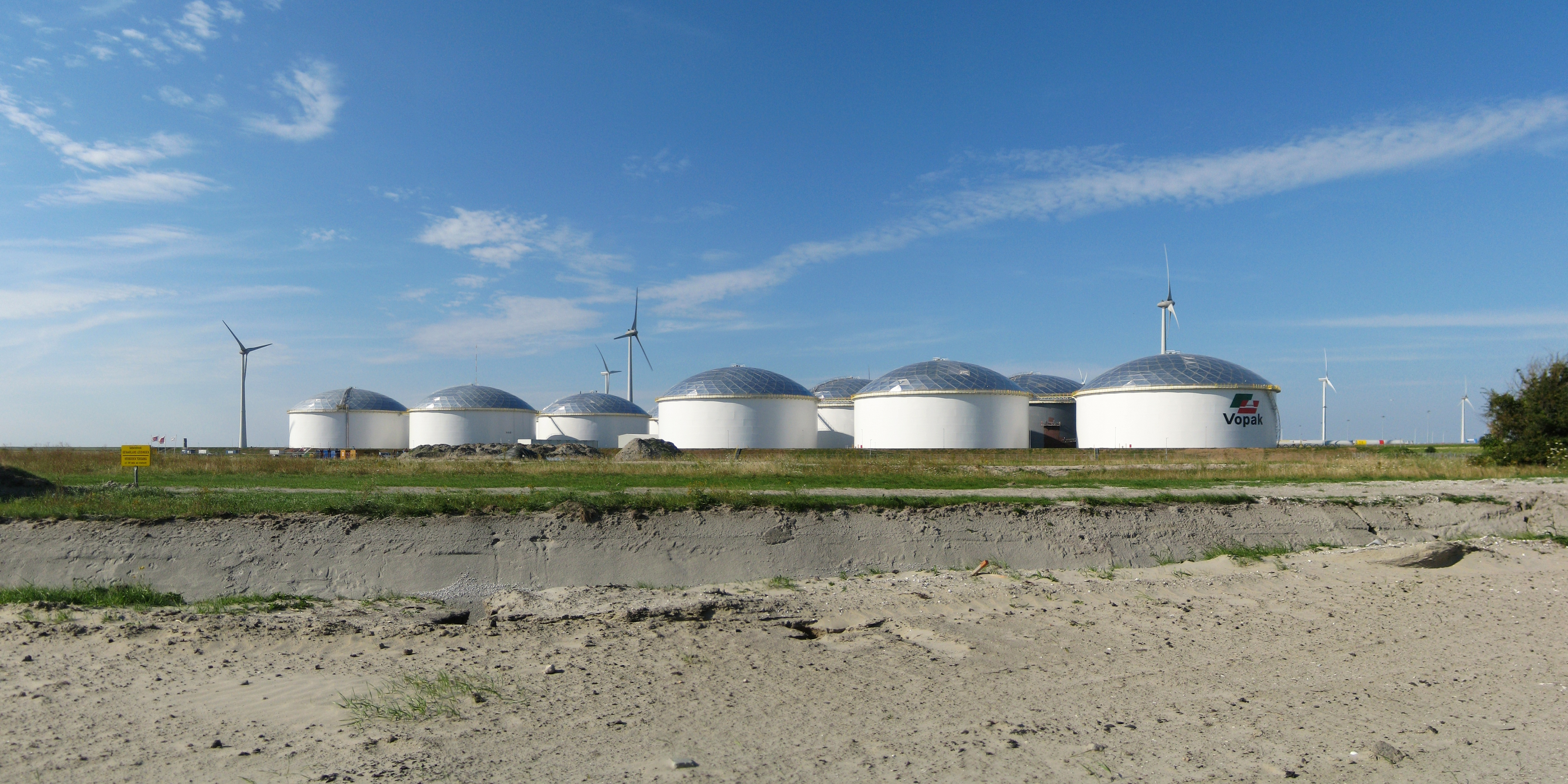
De Vopak Terminal Eemshaven (2012)

De oudste voorloper van het bedrijf ontstond in de tijd van de Verenigde Oost-Indische Compagnie toen in 1616 een groep Amsterdamse dragers zich organiseerden in het Blauwhoedenveem. Dat samenwerkingsverband organiseerde het vervoer van de ladingen van de schepen aan de kades naar de stadswaag. In een gildebrief van 26 maart 1616 worden vemen voor het eerst genoemd. Die datum is later ook aangenomen als oprichtingsdatum van het Blaauwhoedenveem. De naam was een afgeleide van de gekleurde hoeden, waaraan de dragers te herkennen waren. Behalve de Blauwhoeden waren er in die tijd ook Rood-, Groen-, Wit-, Geel-, Zwart-, Purper-, Grauw-, Bont- en Strohoeden als onderscheiding. Ook waren er 'Klapmutsen' en dragers van diverse andere vemen.
Uit het samenwerkingsverband van dragers ontwikkelde zich geleidelijk een bedrijf dat gespecialiseerd was in de opslag, de bewaring, de bewerking, de aflevering en de expeditie van koopmansgoederen, het lossen en laden van schepen, het afgeven van cedullen aan toonder of bewijzen op naam van in haar bergplaatsen opgeslagen goederen [ook bekend als celen: verhandelbare eigendomsbewijzen], alsmede met de exploitatie van handelsterreinen of handelsinrichtingen der vennootschap. Het Blaauwhoedenveem werd een van de rijkste en grootste van de veembedrijven. Een belangrijke stap was dat in 1856 de celen door de Nederlandsche Bank werden geaccrediteerd.
In 1857 kreeg het samenwerkingsverband - een soort coöperatie - de vorm van een vennootschap onder firma met de naam Blaauwhoedenveem (met dubbel ‘a’). In 1878 werden de activiteiten van Amsterdam uitgebreid met een vestiging in Rotterdam. Onder andere Vriesseveem en Pakhuismeesteren waren daar al eerder actief. In 1913 bouwde Blauwhoedenveem het nog steeds bestaande maar niet langer in gebruik zijnde graansilocomplex en pakhuis St. Job aan de Lloydkade in Rotterdam. In 1917 fuseerden Blaauwhoedenveem en Vriesseveem, nadat ze al eerder nauw samenwerkten in de nv Katoenveem.
Intussen was in 1839 in Rotterdam 'Stoomvaart Maatschappij De Maas' opgericht als scheepsagentuur en expediteur. Dit was de voorloper van rederij Van Ommeren. In de daarop volgende jaren werden de activiteiten uitgebreid naar zeescheepvaart, binnenvaart, tankopslag, stuwadoorsactiviteiten en distributiecentra. Na een periode waarin ook werd geïnvesteerd in handelsbedrijven werd uiteindelijk begin jaren negentig gekozen voor twee kernactiviteiten: scheepvaart en tankopslag.

### Fusie van Ommeren en Pakhoed
In 1998 werd besloten de zelfstandige bedrijven Koninklijke Pakhoed NV en Koninklijke Van Ommeren te fuseren. Beide bedrijven waren actief op het gebied van de opslag in tanks van ruwe olie, petroleumproducten, chemicaliën en plantaardige oliën, tankschepen en andere transportdiensten. Van Ommeren was ook nog actief op het gebied van het vervoer van zware ladingen (Dock Express Shipping) en Pakhoed met de distributie van chemische producten (Univar). Sinds de fusie gaat de combinatie verder onder de naam Vopak. De oud-aandeelhouders van Pakhoed houden 63,4% en die van Van Ommeren 36,6% van het aandelenkapitaal in handen.
De Europese Commissie stelde vast dat het samengaan van de opslagactiviteiten zou leiden tot een zeer sterke marktpartij in het Antwerpen-Rotterdam-Amsterdam (ARA)-gebied. De twee fusiepartners boden daarop aan diverse opslagactiviteiten af te stoten. In eerste instantie was dit aanbod voor de Europese Commissie onvoldoende en besloten de ondernemingen de fusie af te blazen. Na nieuw overleg werd ten slotte besloten de Pakhoed Pernis- en Botlekterminals in Rotterdam en alle aandelen van Van Ommeren in Gamatex in de haven van Antwerpen te verkopen. Deze verkopen maken voldoende concurrentie tussen de aanbieders van tankopslagcapaciteit mogelijk waardoor de Commissie alsnog haar goedkeuring kon gegeven. Bestuurlijk leidde de fusie tot een grote aderlating, de twee bestuursvoorzitters van de fusiepartners, Carel van den Driest en Klaas Westdijk én tegelijk ook de twee president-commissarissen moesten aftreden. Ton Spoor, sinds 1996 opgenomen in de raad van bestuur van Pakhoed, werd de eerste topman van Vopak.

### Verder als Vopak
Op 15 april 2000 maakte Vopak de verkoop van de Botlek-terminal, met een capaciteit van 1,5 miljoen m³, aan Odfjell bekend. Dit Noorse concern beschikte toen al over terminals in Houston, China en Zuid-Amerika. Odfjell nam alle 260 personeelsleden over. Eerder dat jaar deed Vopak al zijn belang in de Antwerpse terminal Gamatex over aan de Amerikaanse partner GATX.
Begin 2002 vertrok Ton Spoor met onmiddellijke ingang, mogelijk ‘om persoonlijke redenen’, maar kan ook samenhangen met een extra last van € 150 miljoen die in 2001 werd genomen mede vanwege de mislukte invoering van een pan-Europees IT-systeem. Zijn opvolger werd Gary Pruitt. Pruitt was sinds drie maanden lid van de Raad van Bestuur en had veel ervaring op het gebied van chemische distributie.
Vopak kende een moeizame start. Er bestond weinig overlap tussen de tankopslag en de chemische distributie. De onderneming genereerde onvoldoende geld om de groeiambities van beide activiteiten te ondersteunen. Univar werd afgesplitst en daarmee nam Vopak afscheid van zo'n 80% van haar omzet. Univar is actief in de Verenigde Staten, Canada en diverse Europese landen. Gary Pruitt ging mee met Univar. Hij werd bij Vopak opgevolgd door de terugkerende oud ex-Van Ommeren topman Carel van den Driest, die het bedrijf had geleid tussen 2002 en 2006. Vanaf 1 januari 2011 is Eelco Hoekstra de CEO en van den Driest voorzitter.
In samenwerking met N.V. Nederlandse Gasunie heeft Vopak de eerste Nederlandse lng-importterminal gebouwd in Rotterdam. In 2008 startte de bouw en op 23 september 2011 werd de terminal door koningin Beatrix officieel geopend en is sindsdien volledig in bedrijf. De terminal bestaat uit drie tanks met een totale opslagcapaciteit van 540.000 m³ vloeibaar gas, equivalent aan een doorzet van 12 miljard m³ gas op jaarbasis. Dit project betreft een investering van ongeveer € 800 miljoen. Voor de Gate terminal heeft men meerjarige contracten afgesloten. Gasunie en Vopak houden samen een belang van 95% in de terminal en de contractpartijen 5%.
Samen met Gasunie werd ook een onderzoek verricht naar de haalbaarheid van een lng-terminal in de Groningse Eemshaven. Beide bedrijven hadden een belang van 25% in het project en Essent 50%. Deze terminal zou twee lng-opslagtanks krijgen van elk 180.000 m³ waarmee jaarlijks 10 tot 12 miljard m³ aardgas kon worden geleverd. Het bouwbesluit zou eind 2011 worden genomen waarna de terminal in de loop van 2015 operationeel kon zijn. In 2010 werd echter duidelijk dat dit project financieel niet haalbaar was en zijn de plannen geschrapt.
In september 2011 heeft Vopak, samen met het Spaanse gasbedrijf Enagas een lng-terminal in Altamira in Mexico overgenomen. Vopak heeft 60% van de aandelen en Enagas de rest. De terminal heeft een opslagcapaciteit van 300.000 m³ en kan jaarlijks zo'n 7,4 miljard m³ aardgas leveren. De capaciteit van de terminal wordt volledig benut op basis van langlopende afneemcontracten.
In mei 2011 zijn Vopak en de State Development & Investment Corporation (SDIC), een bedrijf uit de Volksrepubliek China, overeengekomen een opslagterminal voor ruwe olie en olieproducten te bouwen in Yangpu, op het zuidelijke eiland Hainan. Er is een joint venture opgericht, waarin SDIC 51% en Vopak 49% van de aandelen krijgt. De terminal zal uitgerust worden met twee aanlegsteigers en een opslagcapaciteit krijgen van 1,35 miljoen m³. De eerste olie kan in het derde kwartaal van 2013 worden verwerkt. Vopak is al actief in China en heeft daar een terminalnetwerk met een capaciteit van 1,2 miljoen m³, voornamelijk voor de opslag van chemische producten. Als alle uitbreidingsplannen voor de vestiging in Hainan ten uitvoer worden gebracht, wordt de uiteindelijke opslagcapaciteit in China waarbij Vopak betrokken is 5,2 miljoen m³.
Tussen 2007 en 2014 publiceerde Vopak haar aandeel in de wereldwijde terminalmarkt gemeten naar opslagcapaciteit. In deze jaren schommelde het marktaandeel tussen de 10,2% en 13,0%.
Medio 2014 sloot Vopak een strategisch onderzoek af. Vopak wil in het vervolg alleen terminals hebben die passen binnen de nieuwe criteria, dit zijn:
- terminals in grote energie-knooppunten (hubs), die intercontinentale productstromen ondersteunen;
- terminals die wereldwijd groei faciliteren in de markten voor aardgas en ook LNG;
- import-distributieterminals in belangrijke markten met structurele tekorten;
- industriële en chemieterminals in Amerika, het Midden-Oosten en Azië.

De uitkomst betekent ook dat 15 kleinere terminals in de verkoop gaan. Ondanks dit hoge aantal is het aandeel in de totale capaciteit van Vopak bescheiden en dragen ze slechts 4% bij aan het bedrijfsresultaat. Als onderdeel van dit plan werden in juni 2015 vier Zweedse terminals met een totale capaciteit van 1,3 miljoen m³ verkocht. Koper Inter Pipeline betaalde hiervoor zo'n € 90 miljoen aan Vopak.
In 2019 verkocht Vopak het 50%-belang in het Estse Vopak E.O.S.. De nieuwe eigenaar wordt Liwathon en de partner in dit project is en blijft Global Ports Investments. E.O.S. heeft een totale opslagcapaciteit van ruim 1 miljoen m³ in de haven van Tallinn. In 2017 nam Vopak al een forse afschrijving op de waarde van het deelneming toen het belang in de verkoop ging. In hetzelfde jaar werd ook de verkoop bekend gemaakt van de terminals in Algeciras, Amsterdam en Hamburg met een totale opslagcapaciteit van 2,3 miljoen m³. De verkoopopbrengst was ruim € 700 miljoen.
In december 2020 kocht Vopak, samen met Global Energy & Power Infrastructure Fund van investeerder BlackRock, drie Amerikaanse terminals met een totale capaciteit van 852.000 m³. De terminals liggen aan de Golfkust en hebben Dow als belangrijkste klant. De overname kostte US$ 620 miljoen. In mei 2022 ging de samenwerking van Vopak en Aegis in India van start. De joint venture is het grootste onafhankelijke tankopslagbedrijf voor LPG en chemicaliën in dat land. Er zijn 11 terminals in vijf havens in gebruik met een opslagcapaciteit van zo'n 1,5 miljoen m³. In hetzelfde jaar werden de belangen in Canada, Vopak Terminals of Canada en Vopak Terminals of Eastern Canada, afgestoten. 
In 2023 volgde de verkoop van Vopak Terminals Savannah Inc., in deze terminal worden plantaardige oliën en chemische stoffen opgeslagen. In december 2023 nam Vopak een aandelenbelang van 50% in EemsEnergyTerminal en is daarmee partner geworden van Gasunie, die de enige eigenaar was.